# Nezsi Zsujni
Nezsi Zsujni (Arabul: ناجي الجويني) (Béja, 1949. augusztus 12. –) tunéziai nemzetközi labdarúgó-játékvezető.

## Pályafutása
A TFF Játékvezető Bizottságának (JB) minősítésével a Ligue Professionelle 2, majd a Ligue Professionelle 1 játékvezetője. Küldési gyakorlat szerint rendszeres partbírói szolgálatot is végzett. A nemzeti játékvezetéstől 1994-ben visszavonult.
A Tunéziai labdarúgó-szövetség JB terjesztette fel nemzetközi játékvezetőnek, a Nemzetközi Labdarúgó-szövetség (FIFA) 1982-től tartotta nyilván bírói keretében. A FIFA JB központi nyelvei közül a franciát beszéli. Több nemzetek közötti válogatott (Labdarúgó-világbajnokság, Afrikai nemzetek kupája, Ázsia-kupa), valamint klubmérkőzést vezetett. A tunéziai nemzetközi játékvezetők rangsorában, a világbajnokság sorrendjében az első helyet foglalja el 3 találkozó szolgálatával. A  nemzetközi játékvezetéstől 1994-ben búcsúzott.
Az 1987-es U16-os labdarúgó-világbajnokságo a FIFA JB bíróként foglalkoztatta.
| Időpont          | Helyszín                   | Mérkőzés típusa              | Mérkőzés                                       | Eredmény | Nézők száma |
| ---------------- | -------------------------- | ---------------------------- | ---------------------------------------------- | -------- | ----------- |
| 1987. július 12. | Városi Stadion, St. John's | csoportmérkőzés (B. csoport) | Amerikai Egyesült Államok–Ecuador              | 1 – 0    | 1 000       |
| 1987. július 16. | Városi Stadion, St. John's | csoportmérkőzés (B. csoport) | Dél-Korea–Amerikai U17-es labdarúgó-válogatott | 4 – 2    | 2 250       |

Az 1989-es U20-as labdarúgó-világbajnokságon a FIFA JB hivatalnokként foglalkoztatta.
| Időpont           | Helyszín                   | Mérkőzés típusa              | Mérkőzés                  | Eredmény | Nézők száma |
| ----------------- | -------------------------- | ---------------------------- | ------------------------- | -------- | ----------- |
| 1989. február 22. | Fáhd Király Stadion, Taif  | csoportmérkőzés (D. csoport) | Norvégia–Spanyolország    | 4 – 2    | 17 000      |
| 1989. február 25. | Fáhd Király Stadion, Rijád | egyik negyeddöntő            | Portugália–Kolumbia       | 1 – 0    | 5 000       |
| 1989. március 3.  | Fáhd Király Stadion, Rijád | bronzmérkőzés                | Brazília–Egyesült Államok | 2 – 0    | 65 000      |

Az 1990-es labdarúgó-világbajnokságon és az 1994-es labdarúgó-világbajnokságon a FIFA JB bíróként alkalmazta.  Selejtező mérkőzéseket a CAF, az AFCés az UEFA zónákban vezetett. 1990-ben a világbajnokságon, ha nem vezetett mérkőzést, akkor működő társának partbíróként segített. A kor elvárása szerint az egyes számú partbíró játékvezetői sérülésnél átvette a mérkőzés irányítását. Kettő mérkőzésen egyes, kettő találkozón 2. pozícióba kapott küldést.1994-től a vezető játékvezetőnek már nem kell partbírói feladatot ellátnia. Világbajnokságon vezetett mérkőzéseinek száma:  3 + 4 (partbíró).
| Időpont              | Helyszín                              | Mérkőzés típusa                          | Mérkőzés                                       | Eredmény | Nézők száma |
| -------------------- | ------------------------------------- | ---------------------------------------- | ---------------------------------------------- | -------- | ----------- |
| 1989. augusztus 27.  | Omnisports Stadion, Yaoundé           | (1990 vb) előselejtező (C. csoport)      | Kamerun–Nigéria                                | 1 – 0    | 90 000      |
| 1990. június 16.     | Delle Alpi Stadion, Torino            | csoportmérkőzés (C. csoport)             | Brazília–Costa Rica                            | 1 – 0    | 58 000      |
| 1992. november 29.   | Antonos Papadopoulos Stadion, Lárnaka | (1994 vb) előselejtező (4. csoport)      | Ciprus–Románia                                 | 1 – 4    | 4 000       |
| 1993. június 23.     | Városi Stadion, Teherán               | (1994 vb) előselejtező (B. csoport)      | Tajvan–Szíria                                  | 0 – 2    |             |
| 1993. július 3.      | Leopold Senghor Stadion, Dakar        | (1994 vb) előselejtező (döntő/B csoport) | Szenegál–Marokkó                               | 1 – 3    | 43 412      |
| 1993. szeptember 25. | Nemzeti Stadion, Lagos                | (1994 vb) előselejtező (döntő/A csoport) | Nigériai labdarúgó-válogatott–Elefántcsontpart | 4 – 1    | 65 000      |
| 1994. június 22.     | Pontiac SilverdomeStadion, Detroit    | csoportmérkőzés (A. csoport)             | Svájc–Román labdarúgó-válogatott               | 4 – 1    | 61 000      |
| 1994. június 30.     | Cotton Bowl, Stadion, Dallas          | csoportmérkőzés (D. csoport)             | Bulgária–Argentína                             | 2 – 0    | 64 000      |

Az 1990-es afrikai nemzetek kupája, valamint az 1992-es afrikai nemzetek kupája labdarúgó tornán a CAF JB mérkőzésvezetőként alkalmazta.
| Időpont           | Helyszín                        | Mérkőzés típusa               | Mérkőzés                                                      | Eredmény | Nézők száma |
| ----------------- | ------------------------------- | ----------------------------- | ------------------------------------------------------------- | -------- | ----------- |
| 1989. április 23. | Nemzeti Stadion, Rabat          | (1990-es) selejtező (2. kör ) | Marokkó–Mali                                                  | 1 – 1    |             |
| 1990. március 3.  | 1956 május 19-e Stadion, Annaba | csoportmérkőzés (B. csoport)  | Zambia–Kamerun                                                | 1 – 0    | 8 000       |
| 1990. március 15. | 1962. július 5. Stadion, Algír  | bronzmérkőzés                 | Zambiai labdarúgó-válogatott–Szenegáli labdarúgó-válogatott   | 1 – 0    | 3 000       |
| 1992. január 14.  | Leopold Senghor Stadion, Dakar  | csoportmérkőzés (B. csoport)  | Marokkói labdarúgó-válogatott–Kongói Demokratikus Köztársaság | 1 – 1    | 5 000       |
| 1992. január 23.  | Leopold Senghor Stadion, Dakar  | egyik elődöntő                | Ghána–Nigéria                                                 | 2 – 1    | 30 000      |

Az 1988-as Ázsia-kupa, illetve az 1992-es Ázsia-kupa labdarúgó tornán az AFC JB hivatalnokként alkalmazta.
| Időpont            | Helyszín                   | Mérkőzés típusa              | Mérkőzés                                              | Eredmény | Nézők száma |
| ------------------ | -------------------------- | ---------------------------- | ----------------------------------------------------- | -------- | ----------- |
| 1988. december 11. | al-Ahli Stadion, Doha      | csoportmérkőzés (A. csoport) | Dél-Korea–Irán                                        | 3 – 0    | 5 000       |
| 1992. október 31.  | Big Arch Stadion, Hirosima | csoportmérkőzés (A. csoport) | Szaúd-Arábia–Katar                                    | 1 – 1    | 4 000       |
| 1992. november 3.  | Big Arch Stadion, Hirosima | csoportmérkőzés (B. csoport) | Egyesült Arab Emírségek–Észak-Korea                   | 2 – 1    | 33 000      |
| 1992. november 8.  | Big Arch Stadion, Hirosima | bronzmérkőzés                | Kína–Egyesült arab emírségekbeli labdarúgó-válogatott | 1 – 1    | 40 000      |

A Katari labdarúgó-szövetség Játékvezető Bizottságának (JB) elnöke. A IFFHS (International Federation of Football History & Statistics)  1987-2011 évadokról tartott nemzetközi szavazásán 151, játékvezető besorolásával minden idők 135, legjobb bírójának rangsorolta, holtversenyben Ísza Rasíd al-Dzsasszász, Nyikolaj Vlagyiszlavovics Levnyikov és Tom Henning Øvrebø társaságában.